# ブルーフ海事博物館
ブルーフ海事博物館 (ブルーフかいじはくぶつかん、Bluff Maritime Museum) は、ニュージーランド南端のブルーフに位置する。博物館は、フォアショア・ロードにあり、ブルーフの海事遺産のコレクションを展示している。

## 歴史
オマウイのマオリ族の居住や最も古いヨーロッパ人のニュージーランドの居住区に関連し、ブルーフの歴史は、多くの地元住民のための中心的存在として海が残り、2つの文化の融合と共同体意識の共有を説明している。
この博物館には、様々な海事展示、加工品、縮小モデル、ボート、写真、動く蒸気機関などが展示されている。最大の展示は、フルサイズのカキ採取船、モニカ (the Monica) である。観光客は、船に乗って探検することができる。